# Jacques Vrommon
Jacques Vrommon was een calvinistische boekventer in de 16e eeuw. Hij werd betrapt met verboden boeken en gevangen, maar ontsnapte.

## Leven
Vrommon, afkomstig uit Bondues in Rijsels-Vlaanderen, bekende zich uiterlijk in 1561 tot het calvinisme.
Dat jaar nam hij in het gezelschap van de wever en boekenverkoper Jean Petit deel aan een geheime bijeenkomst van de gereformeerde kerk van Rijsel. Hij begon clandestien protestantse boeken te verkopen, die hem werden geleverd door Jean Petit en Nicolas du Bar. In april 1563 was hij op de boekenbeurs van Frankfurt met Nicolas du Bar. Ze keerden terug langs Antwerpen om er de gereformeerde synode bij te wonen. Het was een stad waar hij zich geregeld bevoorraadde. Hij logeerde in de herberg van Jean le Grain, het Root Kruis, waar hij Petit en Du Bar trof. Daarna was hij in Wezel en in de zomer maakte hij een grote reis door de Nederlanden. Hij verkocht verboden psalters, bijbels, catechismussen en martyrologia. 
Rond 20 november werd Vrommon aangehouden in Armentières. Zijn boeken en catalogus werden in beslag genomen, alsook bezwarende brieven. Het stadsbestuur liet hem in de ketens slaan in de gevangenis en ondervragen door de inquisiteur Pieter Titelmans, maar was voor de rest weinig geneigd om in te gaan op de vraag van landvoogdes Margaretha van Parma naar diepgaand onderzoek. Op 7 januari 1564 werd hij toch ondervraagd door de luitenant-baljuw en vier schepenen. Het resultaat was onbevredigend en uit Brussel kwam op 21 januari het bevel tot een nieuw verhoor onder tortuur, gevolgd door berechting. Zover kwam het niet, want vermoedelijk in maart ontsnapte hij. Luitenant-baljuw François Lhermite werd verdacht van medeplichtigheid, maar op 26 mei vrijgesproken. 
Het dossier en de catalogus van Vrommon geven inzicht in de beginjaren van het calvinisme in de Nederlanden.